# Thèn Chu Phìn
Thèn Chu Phìn là một xã thuộc huyện Hoàng Su Phì, tỉnh Hà Giang, Việt Nam.

## Địa lý
Xã Thèn Chu Phìn nằm ở phía bắc của huyện Hoàng Su Phì cách trung tâm huyện Hoàng Su Phì 14 km, có vị trí địa lý:
- Phía đông giáp huyện Vị Xuyên
- Phía tây giáp xã Pố Lồ
- Phía nam giáp xã Đản Ván và xã Pố Lồ
- Phía bắc giáp Trung Quốc với đường biên giới dài 6,2 km.

Xã Thèn Chu Phìn có diện tích 20,81 km², dân số năm 2019 là 1.753 người, mật độ dân số đạt 84 người/km².

## Hành chính
Xã Thèn Chu Phìn được chia thành 4 thôn, bản: Cáo Phìn, Lùng Chinh Hạ, Lùng Chinh Thượng, Nậm Dế.

## Lịch sử
Ngày 13 tháng 12 năm 1962, Bộ Nội vụ ban hành Quyết định số 328-NV về việc đổi tên xã Thèn Chu Thùng thành xã Thèn Chu Phìn.
Ngày 14 tháng 5 năm 1981, Hội đồng Chính phủ ban hành Quyết định 185/1981/QĐ-CP về việc tách các xóm Cốc Cái, Nậm Rể 2 của xã Thèn Chu Phìn để sáp nhập vào xã Pố Lồ.